# Mustafa Hadžigrabčanović
Mustafa Grabčanović (Mustafa H. Grabčanović) (Bijeljina, 15. siječnja 1912. – Bijeljina, 4. kolovoza 1990.) je hrvatski pjesnik iz BiH iz Bijeljine. Pjeva o ljudima iz Podrinja. U pjesmama mu se također javlja tema hrvatstva Bosne. Objavio je zbirku pjesama "Bosna". Pisao je za sve muslimanske revije a najviše u Novom Beharu.
Više je godina istraživao povijest Bijeljine i Semberije.Pisao je za Semberske novine. Objavio je članke Bijeljina koja nestaje, Iz prošlosti našeg kraja, Bankarstvo u prošlosti Bijeljine, Bioskop u Bijeljini, Hanovi i hoteli u Bijeljini. Postumno je objavljena njegova monografija Bijeljina i Bijeljinci.
Dio pjesme Drina:
Tužno vali šumili su Drine:
plač se čuo porobljenih sela,
oblak sunca skrio s visine,
u sebi je majka čedo klela...
Tužni dani:tugom okovani,
vječni jadi i život u nadi.
Zamrije pjesma. U hropcu i gladi
umirahu ponosni Bošnjani.
Tutnji Drina...Dragi pobratime,
Bosna nije više sirotica,
uskrslo je hrvatsko nam ime:
sad je Drina hrvatska granica!

## Vanjske poveznice
- Mustafa Grabčanović - Bijeljina fotogalerija